# Ottsy i dedy
Ottsy i dedy (russisk: Отцы и деды) er en sovjetisk spillefilm fra 1982 af Jurij Jegorov.

## Medvirkende
- Anatolij Papanov
- Valentin Smirnitskij
- Aleksej Jasulovitj
- Galina Polskikh
- Ljudmila Arinina som Popova